# Ferrari-Abarth 166 MM/53
La Ferrari-Abarth 166 MM/53 è una autovettura da competizione progettata nel 1953 da Carlo Abarth per il pilota Giulio Musitelli. L'auto è una rielaborazione della Ferrari 166 MM del pilota, l'unica rielaborazione Abarth di una Ferrari.

## Storia

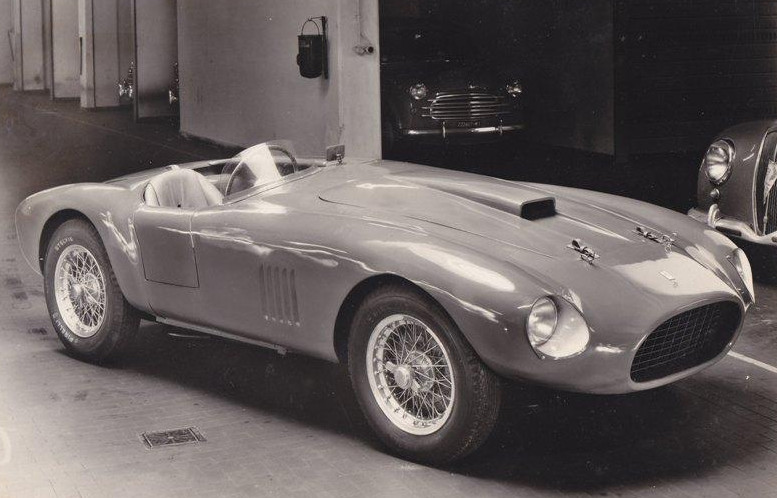
La Ferrari-Abarth 166 MM/53 dopo essere stata ricarrozzata dalla Carrozzeria Scaglietti

Completata il 14 marzo 1953, l'auto è una rielaborazione della Ferrari 166 MM di Giulio Musitelli, numero di telaio 0262M. La sua prima corsa risale al 14 maggio 1953, l'auto gareggiò con il numero 28 nella Scuderia Guastalla alla XXXVII Targa Florio, pilotata da Giulio Musitelli si piazzò 21º su 45 auto partite e 22 arrivate. Il 26 luglio dello stesso anno partecipa alla 10 ore notturne di Messina, dove guidata da Eugenio Castellotti e Musitelli arrivò al primo posto, la miglior posizione raggiunta durante la sua carriera. Il 3 gennaio 1954 durante il XIII Grande Prêmio da Cidade de Rio de Janeiro l'auto guidata da Giulio Musitelli si piazzò in seconda posizione. L'ultima gara svolta dall'auto con la carrozzeria Abarth fu la XXI edizione della Mille Miglia del 2 maggio 1954 che però non fu completata, l'auto portava il numero 608. Dopo questo evento, probabilmente a causa della mancanza di pezzi di ricambio, la scocca fu sostituita con una realizzata dalla Carrozzeria Scaglietti. L'auto fu poi portata negli Stati Uniti d'America nel 1955 da Luigi Chinetti che la vendette a Gary Laughlin Il quale la guidò nelle Preliminari di Palm Springs il 3 dicembre 1955, piazzandosi in quarta posizione. L'auto fu poi venduta nel 1956 a Lorin McMullen facendola gareggiare altre sei volte. L'auto fu poi venduta nel 1979 e negli anni duemila la scocca Scaglietti fu nuovamente sostituita con quella originale Abarth e l'auto fu venduta nel 2007 durante un'asta di RM Auctions, oggi RM Sotheby's, per 850000 $ e oggi è messa in mostra.

## Risultati
| Data             | Nazione     | Corsa automobilistica                     | Piloti                               | Posizione |
| ---------------- | ----------- | ----------------------------------------- | ------------------------------------ | --------- |
| 14 maggio 1953   | Italia      | Targa Florio                              | Giulio Musitelli                     | 21        |
| 26 luglio 1953   | Italia      | 10 ore notturna Messina                   | Giulio Musitelli Eugenio Castellotti | 1         |
| 3 gennaio 1954   | Brasile     | Grande Prêmio da Cidade de Rio de Janeiro | Giulio Musitelli                     | 2         |
| 2 maggio 1954    | Italia      | Mille Miglia                              | Giulio Musitelli Alberto Drago       | DNF       |
| 3 dicembre 1955  | Stati Uniti | Preliminari di Palm Springs               | Gary Laughlin                        | 4         |
| 26 febbraio 1956 | Stati Uniti | Preliminari di Mansfield                  | Lorin McMullen                       | 2         |
| 26 febbraio 1956 | Stati Uniti | Mansfield                                 | Lorin McMullen                       | 2         |
| 29 aprile 1956   | Stati Uniti | SCCA Regional Dodge City                  | Lorin McMullen                       | DNS       |
| 3 giugno 1956    | Stati Uniti | SCCA National Eagle Mountain              | Lorin McMullen                       | 8         |
| 3 giugno 1956    | Stati Uniti | SCCA National Eagle Mountain              | Lorin McMullen                       | 9         |
| 5 agosto 1956    | Stati Uniti | Preliminari di Mansfield                  | Lorin McMullen                       | 4         |
| 5 agosto 1956    | Stati Uniti | Mansfield                                 | Lorin McMullen                       | 2         |

## Dati tecnici
| Caratteristiche tecniche - Ferrari-Abarth 166 MM/53 (motore a V di 60°)         | Caratteristiche tecniche - Ferrari-Abarth 166 MM/53 (motore a V di 60°) | Caratteristiche tecniche - Ferrari-Abarth 166 MM/53 (motore a V di 60°) | Caratteristiche tecniche - Ferrari-Abarth 166 MM/53 (motore a V di 60°) | Caratteristiche tecniche - Ferrari-Abarth 166 MM/53 (motore a V di 60°) | Caratteristiche tecniche - Ferrari-Abarth 166 MM/53 (motore a V di 60°) |
| Configurazione                                                                  | Configurazione | Configurazione | Configurazione | Configurazione | Configurazione |
| ------------------------------------------------------------------------------- | --- | --- | --- | --- | --- |
| Carrozzeria: Barchetta                                                          | Carrozzeria: Barchetta | Posizione motore: anteriore longitudinale | Posizione motore: anteriore longitudinale | Trazione: posteriore | Trazione: posteriore |
| Dimensioni e pesi                                                               | | | | | |
| Ingombri (lungh.×largh.×alt. in mm): 4180 × 1495 × 1212                         | Ingombri (lungh.×largh.×alt. in mm): 4180 × 1495 × 1212 | Ingombri (lungh.×largh.×alt. in mm): 4180 × 1495 × 1212 | Ingombri (lungh.×largh.×alt. in mm): 4180 × 1495 × 1212 | Diametro minimo sterzata: | Diametro minimo sterzata: |
| Interasse: 2250 mm                                                              | Interasse: 2250 mm | Carreggiate: anteriore 1270 - posteriore 1250 mm | Carreggiate: anteriore 1270 - posteriore 1250 mm | Altezza minima da terra: | Altezza minima da terra: |
| Posti totali: 2                                                                 | Posti totali: 2 | Bagagliaio: / | Bagagliaio: / | Serbatoio: 90l | Serbatoio: 90l |
| Masse                                                                           | a vuoto: 545 kg | a vuoto: 545 kg | a vuoto: 545 kg | a vuoto: 545 kg | a vuoto: 545 kg |
| Meccanica                                                                       | | | | | |
| Tipo motore: 12 cilindri a V (angolo tra le bancate: 60°) raffreddato a liquido | Tipo motore: 12 cilindri a V (angolo tra le bancate: 60°) raffreddato a liquido | Tipo motore: 12 cilindri a V (angolo tra le bancate: 60°) raffreddato a liquido | Cilindrata: (Alesaggio x corsa: 60 x 58,8 mm); unitaria 166,25; totale 1995,02 cm³ | Cilindrata: (Alesaggio x corsa: 60 x 58,8 mm); unitaria 166,25; totale 1995,02 cm³ | Cilindrata: (Alesaggio x corsa: 60 x 58,8 mm); unitaria 166,25; totale 1995,02 cm³ |
| Distribuzione: Bialbero a camme in testa, 2 valvole per cilindro                | Distribuzione: Bialbero a camme in testa, 2 valvole per cilindro | Distribuzione: Bialbero a camme in testa, 2 valvole per cilindro | Alimentazione: 3 carburatori Weber 32IF4C | Alimentazione: 3 carburatori Weber 32IF4C | Alimentazione: 3 carburatori Weber 32IF4C |
| Prestazioni motore                                                              | Potenza: 160 CV a 7200 giri | Potenza: 160 CV a 7200 giri | Potenza: 160 CV a 7200 giri | Potenza: 160 CV a 7200 giri | Potenza: 160 CV a 7200 giri |
| Frizione: Monodisco a secco                                                     | Frizione: Monodisco a secco | Frizione: Monodisco a secco | Cambio: A 5 rapporti + RM | Cambio: A 5 rapporti + RM | Cambio: A 5 rapporti + RM |
| Telaio                                                                          | | | | | |
| Corpo vettura                                                                   | Longitudinale a croce | Longitudinale a croce | Longitudinale a croce | Longitudinale a croce | Longitudinale a croce |
| Sterzo                                                                          | A vite senza fine | A vite senza fine | A vite senza fine | A vite senza fine | A vite senza fine |
| Sospensioni                                                                     | anteriori: ruote indipendenti con sospensione a doppio braccio oscillante comprendente molle semiellittiche e ammortizzatori idraulici a leva / posteriori: ruote montate su un assale comprendente molle semiellittiche e ammortizzatori idraulici a leva | anteriori: ruote indipendenti con sospensione a doppio braccio oscillante comprendente molle semiellittiche e ammortizzatori idraulici a leva / posteriori: ruote montate su un assale comprendente molle semiellittiche e ammortizzatori idraulici a leva | anteriori: ruote indipendenti con sospensione a doppio braccio oscillante comprendente molle semiellittiche e ammortizzatori idraulici a leva / posteriori: ruote montate su un assale comprendente molle semiellittiche e ammortizzatori idraulici a leva | anteriori: ruote indipendenti con sospensione a doppio braccio oscillante comprendente molle semiellittiche e ammortizzatori idraulici a leva / posteriori: ruote montate su un assale comprendente molle semiellittiche e ammortizzatori idraulici a leva | anteriori: ruote indipendenti con sospensione a doppio braccio oscillante comprendente molle semiellittiche e ammortizzatori idraulici a leva / posteriori: ruote montate su un assale comprendente molle semiellittiche e ammortizzatori idraulici a leva |
| Freni                                                                           | anteriori: a tamburo / posteriori: a tamburo | anteriori: a tamburo / posteriori: a tamburo | anteriori: a tamburo / posteriori: a tamburo | anteriori: a tamburo / posteriori: a tamburo | anteriori: a tamburo / posteriori: a tamburo |
| Pneumatici                                                                      | 6,40-15 / Cerchi: a raggi | 6,40-15 / Cerchi: a raggi | 6,40-15 / Cerchi: a raggi | 6,40-15 / Cerchi: a raggi | 6,40-15 / Cerchi: a raggi |
| Prestazioni dichiarate                                                          | | | | | |
| Velocità: 230 km/h                                                              | Velocità: 230 km/h | Velocità: 230 km/h | Accelerazione: | Accelerazione: | Accelerazione: |
| Altro                                                                           | | | | | |
| Rapporto di compressione                                                        | 9,5:1 | 9,5:1 | 9,5:1 | 9,5:1 | 9,5:1 |